# Seo Young-hee
Seo Young-hee, née à Séoul (Corée du Sud) le 13 juin 1979, est une actrice sud-coréenne.

## Biographie
Seo Young-hee est surtout connue pour son rôle de soutien dans le thriller The Chaser (2008) et son rôle principal dans le film d'horreur Bedevilled (2010).

## Filmographie

### Au cinéma
| Année | Titre                                 | Rôle                                 |
| ----- | ------------------------------------- | ------------------------------------ |
| 1998  | Bye June                              | la deuxième infirmière               |
| 2003  | The Classic                           | Na Na-hee                            |
| 2003  | Jealousy Is My Middle Name            | Ahn Hye-ok                           |
| 2004  | Liar                                  | Yang Myung-sun                       |
| 2005  | Mapado                                | Jang Ggeut-soon                      |
| 2005  | My Lovely Week                        | Ha Seon-ae                           |
| 2006  | Now and Forever                       | Soo-jin                              |
| 2006  | To Sir, with Love                     | Yoo Jung-won/Nam Mi-ja               |
| 2006  | Moodori                               | Yang Mi-kyung                        |
| 2007  | Mission Possible: Kidnapping Granny K | Seo Jong-ran (caméo)                 |
| 2007  | Shadows in the Palace                 | Wol-ryung                            |
| 2008  | The Chaser                            | Kim Mi-jin                           |
| 2008  | Antique                               | la troisième petite amie de Jin-hyuk |
| 2009  | Fortune Salon                         | Ji-hye                               |
| 2010  | Bedevilled                            | Kim Bok-nam                          |
| 2011  | The Last Blossom                      | Shin Seon-ae                         |
| 2012  | Circle of Crime - Director's Cut      | Hong Soo-min                         |
| 2013  | Rough Play (en)                       | Oh Yeon-hee                          |
| 2015  | Madonna                               | Hae-rim                              |
| 2015  | The Accidental Detective              | Lee Mi-ok                            |
| 2018  | The Accidental Detective 2: In Action | Lee Mi-ok                            |
| 2022  | Air Murder                            | Han Gil-joo                          |

### À la télévision
- 2023 : Twinkling Watermelon (반짝이는 워터멜론) : la mère d'Eun-gyeol